# بانک ورکا
بانک سرمایه‌گذاری و امور مالی ورکا (به عربی: مصرف الوركاء‌) یک بانک بازرگانی عراقی است که دفتر مرکزی آن در بغداد می‌باشد.
این بانک ۱۲۰ شعبه در بغداد و همه استان‌های عراق دارد.